# Victor-Henry Cristophe
Victor-Henry Cristophe, el Príncipe Real de Haití (3 de marzo de 1804 – 18 de octubre de 1820) era el heredero aparente al trono del Reino de Haití.
Era el hijo más joven  de Henri Christophe, entonces general del Ejército haitiano, por su mujer Marie-Louise Coidavid. Su padre fue nombrado presidente del Estado de Haití en 1807, y el 28 de marzo de 1811, fue proclamado rey de Haití. El príncipe real tuvo dos hermanos mayores, pero ambos murieron antes de la proclamación del reino, así que se convirtió en el heredero aparente con el título de Príncipe Real de Haití, el cual vino con el trato de Alteza Real.
Luego de la muerte de su padre el 8 de octubre de 1820, el Príncipe Real tendría que haber sido proclamado como el Rey Enrique II de Haití, pero el país era ya era un desorden y no tuvo posibilidad. Diez días más tarde, fue asesinado después de ser fusilado por los revolucionarios en el Palacio de Sans-Souci.